# Jacob Ramsell
Jacob Ramsell, född 5 september (enligt nya stilen 16 september) 1720 i Söderbärke socken, Kopparbergs län, död 23 april 1804 i Gunnilbo socken, Västmanlands län,, var en svensk godsägare.

## Bakgrund
Jacob Ramsell var son till Eric Ramsell och dennes hustru Beata Skytte, och växte upp under mycket knappa förhållanden. 1742 blev Jacob Ramsell anställd som bruksinspektor på Färna bruk i Gunnilbo, och gifte sig med bruksägarens dotter Eva Wilkens. Ramsell genomförde stora moderniseringar av driften på bruket, och han fick överta godset efter sin  svärfars, Henrik Wilkens, död 1767. 1787 köpte Ramsell godset Stäholm och 1789 köpte Ramsell även det närliggande järnbruket Bockhammar.
Makarna Jacob Ramsell och Eva Wilkens förordnade 1789 i sitt testamente om två fideikommiss. Det första var Färna och Bockhammars fideikommiss, som ska ha varit var ett av Sveriges största till ytan. Förste innehavare var Ramsells släkting lagmannen Lars Dahlsson. Det andra fideikommisset var Stäholm och Sörvåle fideikommiss, och dess förste innehavare var makarna Ramsells och Wilkens fosterson Johan Julius Bagge.

## Ordnar[5]
- Kommendör av Kungliga Vasaorden